# Littérature arménienne
 (avril 2015).
Si vous disposez d'ouvrages ou d'articles de référence ou si vous connaissez des sites web de qualité traitant du thème abordé ici, merci de compléter l'article en donnant les références utiles à sa vérifiabilité et en les liant à la section « Notes et références ».

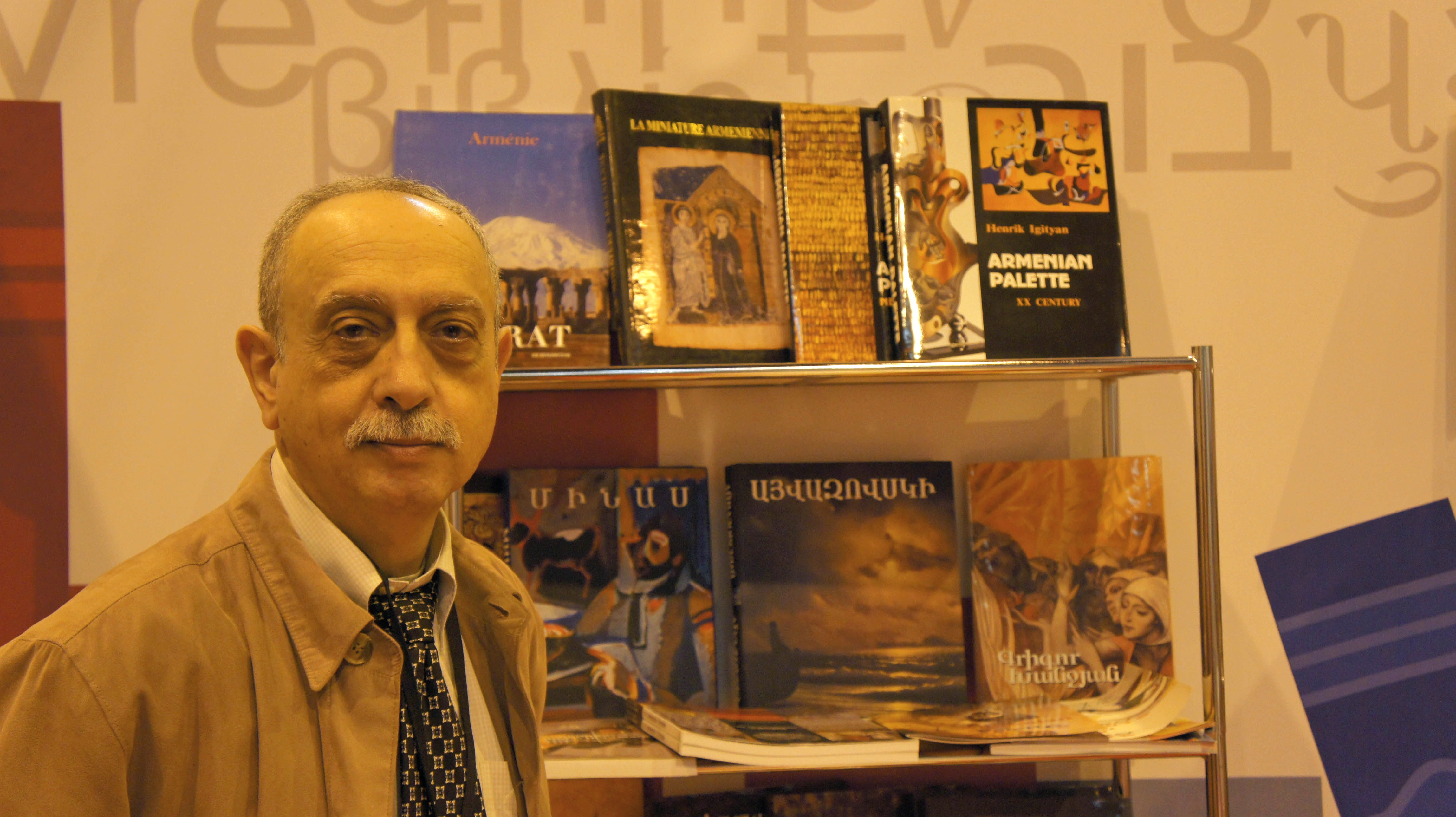
Stand de l'Arménie au salon du livre de Paris en 2012.

La littérature arménienne proprement dite se développe parallèlement à la poésie de l'Arménie, pays et culture. Les deux sont très liées, et leur histoire connaît plusieurs âges d'or et plusieurs courants littéraires : l'historiographie du Ve siècle, la poésie du Xe  au XIVe siècle, et la « révolution littéraire arménienne » du XIXe siècle. Cet article retrace le fil de l'histoire de la littérature arménienne, et de ce qu'elle est actuellement.
La langue arménienne est utilisée par environ 3 000 000 d'Arméniens en Arménie et près de 6 000 000 dans la diaspora. D'autres langues (russe, anglais, français, kurmandji, etc.) peuvent être utilisées dans les deux situations.

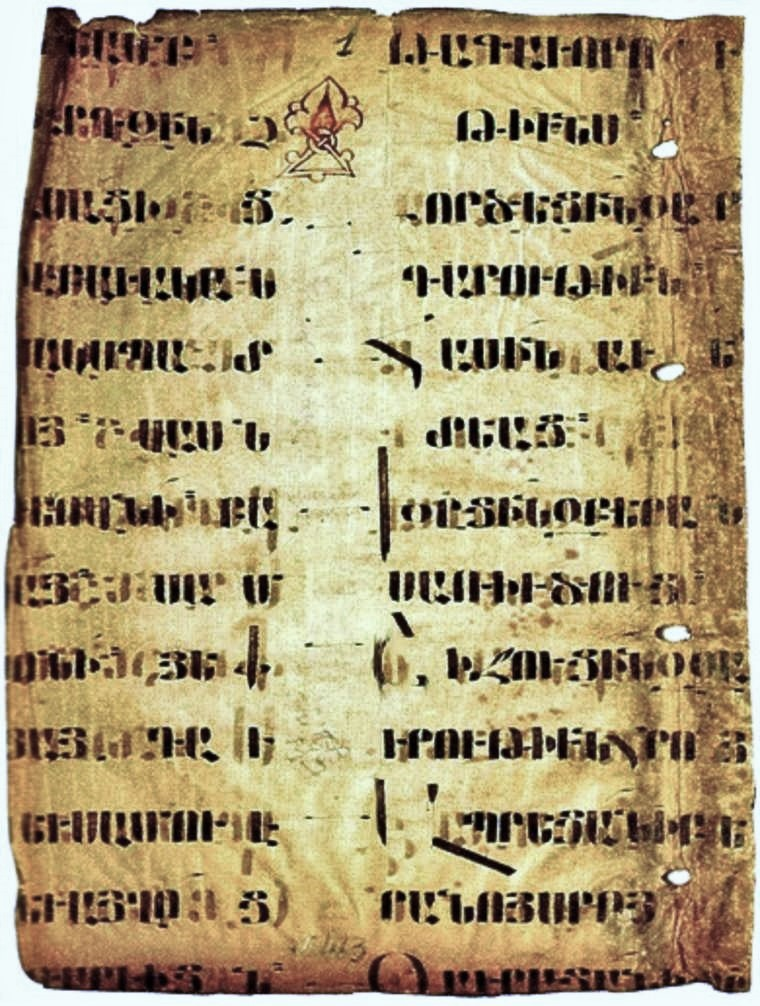
Manuscrit arménien, ,.

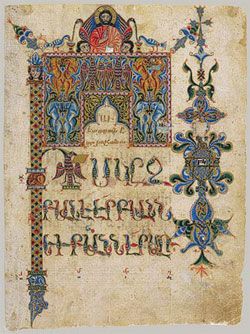
Bible arménienne, XIV.

## Littérature arménienne jusqu'auXVIIIesiècle

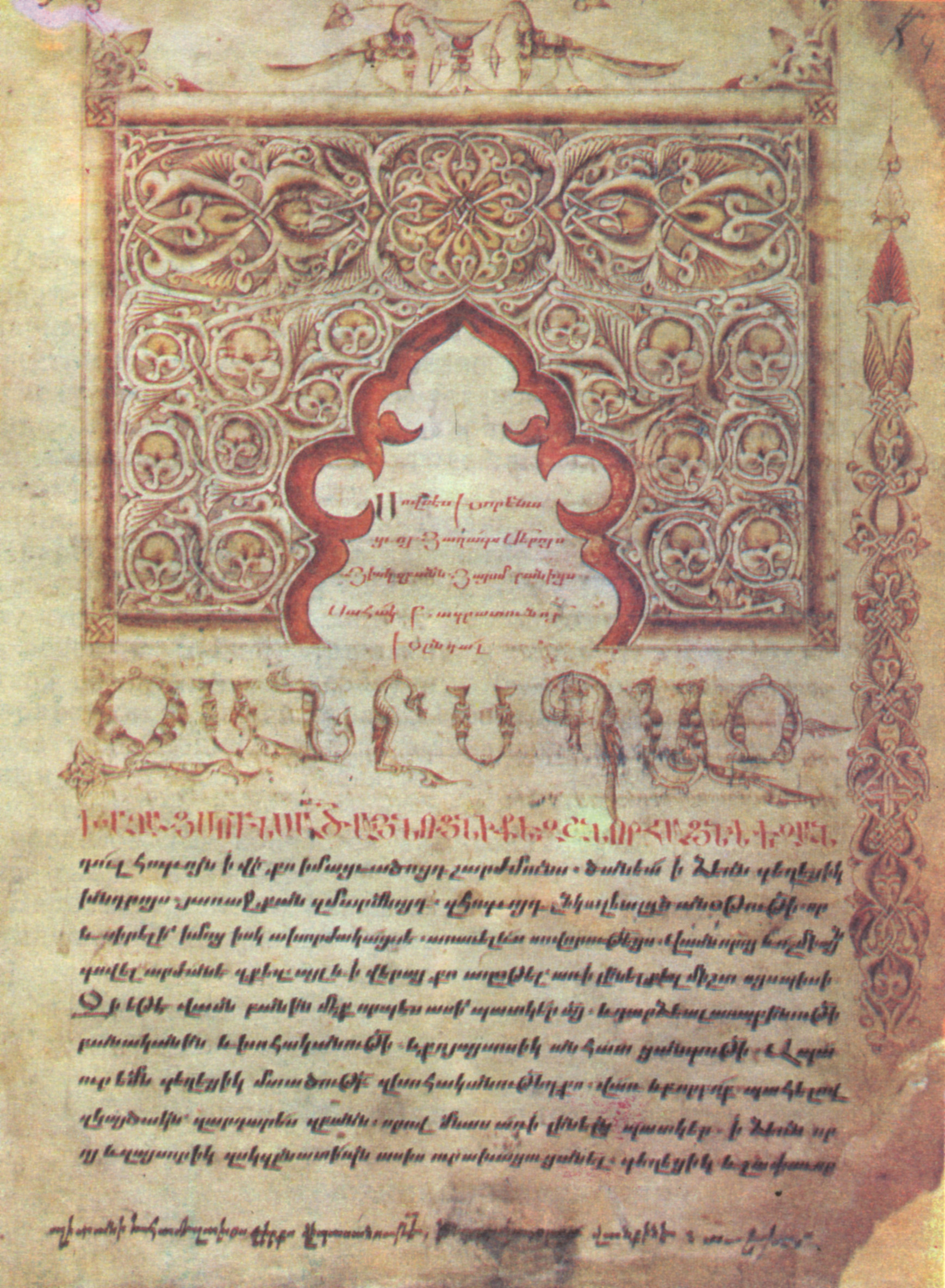
Page d'un manuscrit de Histoire de l'Arménie de Moïse de Khorène (Movsês Korenatsi).

Quand l'Arménie devient chrétienne, et quand elle invente son propre alphabet — vers 405 grâce au moine Mesrop Machtots —, la littérature arménienne commence à se développer. Au Ve siècle, cette littérature se présente sous forme d'historiographie : Moïse de Khorène, dont la vie reste méconnue, écrit une magistrale Histoire de l'Arménie, relatant l'histoire de son pays jusqu'à son époque ; son œuvre est un mélange d'histoire et de légendes comme celle d'Haïk. Parallèlement, Agathange écrit lui aussi une Histoire de l'Arménie.
Au cours du haut Moyen Âge en général, la littérature arménienne est peu connue, et on ne dispose de presque aucun livre de cette époque. Mais, à partir de la fin du Xe siècle, les romans, et plus particulièrement la poésie, se développent considérablement. Certains poètes jouissent d'une grande renommée, dont Grégoire de Narek (Krikor Narekatsi en arménien). Tous ces écrits sont religieux ou influencés par la religion. Les haïren (quatrains) de Nahapet Koutchak, par leur philosophie de vie provocatrice et leur thématique charnelle, ouvrent les voies à la modernité de la poésie la plus libre.
La littérature en Arménie est, au cours de la Renaissance et des XVIIe et XVIIIe siècles, peu abondante. Seul Sayat-Nova (1712-1795) semble émerger comme l'unique troubadour de toute la Transcaucasie, véritable pont entre les cultures.

## Liste d'auteurs arméniens anciens

### IVesiècle
- Sahak Ier Parthev (338-439)
- Zénob de Glak (en) (IVe siècle)
- Basile de Césarée (329, 379)
- Éphrem le Syriaque (306-373)
- Sahak Ier Parthev (338-439)

### Vesiècle

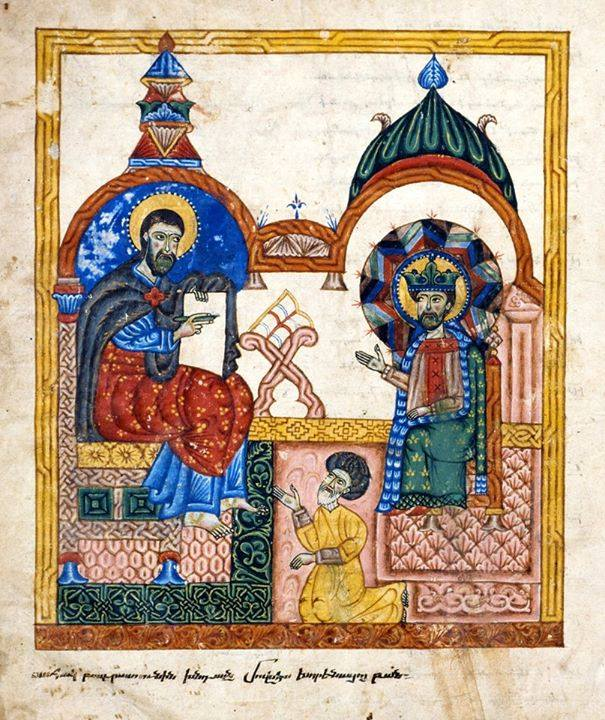
Movses Khorenatsi dans un manuscrit du XIVe siècle

- Mesrop Machtots (362-440), théologien, inventeur de l'alphabet arménien, dit Saint Mesrop
- Moïse de Khorène (né vers 410, mort vers 490), Movses Khorenatsi, historien, Histoire de l'Arménie (Moïse de Khorène) (en)
- Fauste de Byzance, historien
- Agathange, historien, Histoire de l'Arménie
- Élisée le Vardapet (415-470/475), Yeghishe, historien
- Korioun (380 ? - 450 ?), historien
- Eznik de Kolb (380-390 - 450-455), Yeznik de Kolb
- Lazare de Pharbe (384-484), Ghazar Parpetsi, historien

## Moyen Âge
- Histoire de l'Arménie, Arménie perse (428-646)
- Histoire de l'Arménie médiévale, Bagratides (IXe siècle), Arménie zakaride (1201-1260), Royaume arménien de Cilicie (1080-1375)

### Haut Moyen Âge (Vesiècle-Xesiècle)
- Korioun (380c-450c), Vie de Machtots
- Yéghichê Vardapet (415c-475c), Histoire de Vardan et de la guerre arménienne'
- Lazare de Pharbe  (442c-500c), Lettre à Vahan Mamikonian, Histoire de l'Arménie
- Agathange, Histoire des Arméniens/Histoire et vie de saint Grégoire
- Fauste de Byzance, Histoire de l'Arménie

#### VIesiècle
- Davit Anhaght (~470-~550), philosophe néo-platonicien
- Sébéos, Histoire d'Héraclius

#### VIIesiècle
- Sébéos (autour de 645), auteur de traités
- Anania de Shirak (610-685), Anania Shirakatsi, géographe
- Davtak Kertog, poète
- Komitas d'Aghdsk (?-628), poète religieux, catholicos de 615 à 628
- Hovhan Mamikonyan (en), auteur de traités, Histoire du Taron

#### VIIIesiècle
- Khosrovidoukht de Goghtn, hymnographe
- Stépanos de Siounie (685-735)
- Sahakdoukht de Siounie, poétesse, musicienne, hymnographe
- Khosrovidoukht de Goghtn, poétesse, musicienne, hymnographe
- Hovhannès III d'Odzoun (~650-728)
- Ghévond (~730-~790), historien, Histoire des guerres et des conquêtes des Arabes en Arménie

#### IXesiècle

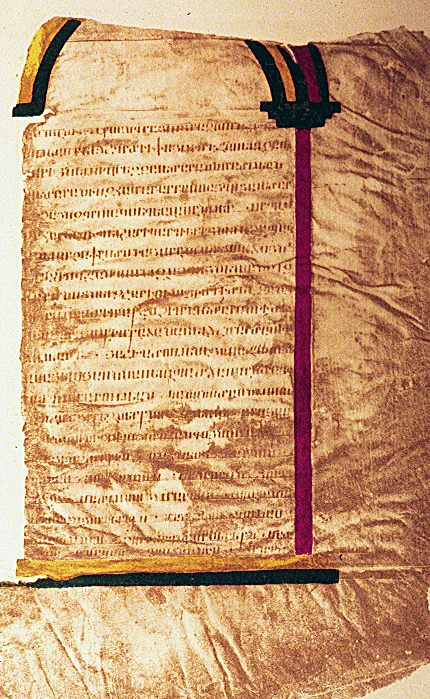
Armenian manuscript, 887

- Thomas Arçrouni, historien, Histoire de la maison des Arçrouni
- Esayi Abu-Muse, hymnographe
- Évangile Vekhamor (?)
- Évangile de la reine Mlké (862)

#### Xesiècle
- Hovhannès V de Draskhanakert (?-929), Histoire d'Arménie
- Movsès Kaghankatvatsi (~900-?), historien, Histoire de l'Aghbanie
- Khosrov d'Andzev (~902-~964)
- Ananias Ier de Moks (~900-~967)
- Oukhtanès de Sébaste (935-1000~), Histoire en trois parties
- Grégoire de Narek (945~-1010~)
- Évangiles d'Etchmiadzin (989)

### Moyen Âge central (XIe–XIIIesiècle) etMoyen Âge tardif(XIVe–XVesiècle)

#### XIesiècle
- Grégoire Magistros (990-1059), savant
- Grégoire de Narek (945/951-1003/1010), Livre de lamentation (vers 1005)
- Stépanos Taronetsi, historien (Histoire universelle), conteur
- Aristakès Lastivertsi (1002-1080), historien-chroniqueur, Histoire d'Arménie (ou Récit des malheurs de la nation arménienne)
- Hovhannès Sarkavag (1047-1129), Histoire, Commentaires

#### XIIesiècle
- Samuel d'Ani Anesti (1100c-1180c), chroniqueur, Chronique universelle
- Khatchatour Taronetsi (1100c-1184c), musicien, musicologue, poète
- Nersès IV Chnorhali (1102-1173), Le Grand Lettré, Le gracieux, catholicos, hymnes, prières, poèmes
- Mathieu d'Édesse (?-1144), poète et chroniqueur, Zhamanakagrutyun[1]
- Nersès de Lampron (1153-1198), religieux, discours, correspondance, hymne, etc.

#### XIIIesiècle
- Mkhitar d'Ani (?-?), Histoire universelle
- Arysdaghes (en) (1178c-1239c), chroniqueur (?)
- Vardan Aygektsi (1180c-1250c), fabuliste
- Hovhannès Vanakan (1181-1251), Histoire de l'invasion tatare, Au sujet du début de la nouvelle année, Commentaire des tables des canons, Livre de questions
- Vardan Areveltsi (1200-1271), historien, géographe, chroniqueur, philosophe, Histoire universelle, Analyse des saintes Écritures, Géographie
- Kirakos de Gandzak (1200-1271), historien, Histoire des Arméniens (Պատմություն Հայոց)
- Smbat le Connétable (1208-1276c), chroniqueur, juriste, Chronique du Royaume de Petite-Arménie
- Mkhitar Goch (actif en 1210-1213), fabuliste, juriste
- Mkhitar d'Ayrivank (1222-1290), Histoire chronologique, Théorie du calendrier
- Frik (1230c-1310, Frédéric), poète
- Hovhannes Erznkatsi (en) (Jean d'Erzinjan) (1230-1293), poète, philosophe
- Héthoum de Korikos (1240?-1308), historien, Fleur des histoires de la terre d'Orient
- Stépanos Orbélian (1250c-1305c), historien, Histoire de Siounie
- Grégoire d'Akner (ou d'Akants) (1250-1335), Histoire de la nation des Archers

#### XIVesiècle
- Terter Yerevantsi (en) (1290-1350), poète, scribe
- Grégoire de Tatev (1346-1409)
- Nerses Balients (en) (?-?), historien

#### XVesiècle
- Thomas de Metsop (1378-1446), historien, Histoire générale de Timour Leng et de ses successeurs, Mémoires, De l'éducation de la jeunesse non scolarisée
- Mkrtich Naghash (en) (1394-1470), peintre, poète, prêtre
- Yovhannēs Tʻlkurancʻi (en) (1450-1535)

## Renaissances et époque moderne
- Histoire des Arméniens dans l'Empire ottoman (1524-1923), Arménie perse (1639-1828), Arménie russe (1826-1917)

### XVIesiècle
- Nahapet Koutchak (1500-1592c), poète/achik

### XVIIesiècle
- Arakel de Tabriz (en) (1590c-1670), historien,
- Martyr de Crimée (en) (vers 1620-1683), prêtre, poète, historien
- Naghach Hovnatan (1671-1722), poète, peintre, chanteur, ménestrel/achik

### XVIIIesiècle
- Abraham III de Crète (?-1737), chroniqueur
- Paghtasar Dpir (en) (1683-1768), poète, musicien, savant
- Sayat-Nova (1712-1795), poète, roi des chansons, nouveau Saâdi
- Michael Chamchian (1738-1823), historien
- Abraham Yerevantsi (en), historien

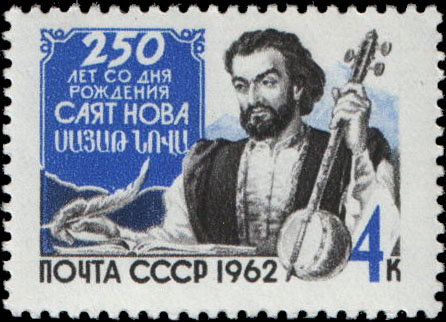
Sayat-Nova
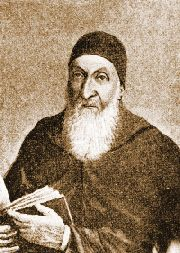
Michael Chamchian

## XIXesiècle
- Histoire des Arméniens dans l'Empire ottoman (1524-1923), Arménie perse (1639-1828), Arménie russe (1826-1917)

Au cours du XIXe siècle se produit une sorte de « révolution littéraire arménienne » dont Raffi (Hakob Mélik Hakobian de son vrai nom) est le principal représentant. Les romans ne ressemblent plus à des apologétiques ou à des panégyriques ; les auteurs utilisent l'arménien courant, et leurs histoires sont plus « libres » (les auteurs sont la plupart du temps des intellectuels libres-penseurs). Surtout, les romans arméniens sont en grand nombre à cette époque. Ils se modernisent considérablement.
- Harutyun Alamdaryan (en) (1795–1834)
- Khatchatour Abovian (1809-1848, Hovsep Shishmanian)
- Léonce Alishan (1820–1901)
- Tserents (1822–1888)
- Karapet Utudjian (en) (1823–1904)
- Gabriel Soundoukian (1825–1912)
- Hovhannes Hisarian (en) (1826–1917)
- Iskander Abcarius (hy) (1826–1885, Abgarios l'Aîné)
- Meguerditch Béchiktachlian (1828–1868), poète, dramaturge, éducateur
- Michael Nalbandian (1829–1866)
- Raphael Patkanian (en) (1830–1892)
- Haroutioun Svadjian (en) (1831-1874)[2],[3], éducateur, activiste, humoriste
- Yuhanna Abcarius (hy) (1832–1886, Abgarios le Cadet), traducteur, dictionnairiste
- Hovhannes Vahanian (en) (1832–1891), réformateur, politique
- Lütfi (de) (1833-1898, Hovhannes Balıkçıyan)
- Krikor Odian (1834–1887)
- Raffi (1835-1888)
- Pertch Proshian (en) (1837–1907, Hovhannes Ter-Arakelian)
- Mkrtich Achemian (en) (1838–1917), poète
- Ghazaros Aghayan (1840–1911)
- Tovmas Terzian (1840–1909), poète, dramaturge, éducateur
- Hagop Baronian (1843-1891)
- Reteos Berberian (1848–1907)
- Arpiar Arpiarian (1851–1908) Haygag, journaliste, activiste, romancier
- Bedros Tourian (1851–1872)
- Muratsan (en) (1854–1908), Gevorg Marzpetuni (1896)
- Alexander Shirvanzade (1858-1935)
- Melkon Giurdjian (en) (1859–1915), éducateur, réformateur
- Yervant Aghaton (en) (1860–1935), agronome, enseignant, éditeur
- Atrpet (en) (1860-1937, Sargis Mubayeajian), Tjvjik
- Léo (1860–1932, Arakel Babakhanian)
- Tlgadintsi (1860–1915)
- Krikor Zohrab (1861-1915)
- Smpad Piurad (en) (1862–1915), intellectuel, écrivain, activiste
- Diran Kélékian (1862–1915), journaliste, intellectuel
- Alexander Tsaturyan (en) (1865–1917)
- Avetis Aharonian (1866-1948)
- Hovhannes Hintliyan (en) (1866–1955), éducateur, éditeur
- Voskan Martikian (en) (1867–1947), écrivain, politique, éditeur
- Nar-Dos (1867-1933), journaliste, poète
- Lévon Pachalian (1868–1943), journaliste, traducteur, nouvelliste, romancier, politique
- Yervant Odian (1869–1926), journaliste, satiriste, dramaturge
- Hovhannès Toumanian (1869-1923)
- Levon Shant (1869-1951, Léon Chanth, Seghbosian)
- Eroukhan (1870–1915)
- Vahan Malezian (en) (1871–1966), traducteur, poète
- Zaruhi Kalemkaryan (1871–1971), poétesse, essayiste, philanthrope
- Ardachès Haroutiounian (1873–1915), journaliste, poète, traducteur, intellectuel
- Teotig (1873–1928)
- Roupen Zartarian (1874-1915)
- Nikol Aghbalian (en) (1875-1947)
- Vahan Térian (1875-1920)
- Avetik Issahakian (1875-1957)
- Chouchanik Gourguinian (1876-1927)[4]
- Marie Beylerian (1877–1915), enseignante, féministe
- Siamanto (1878-1915)
- Zabel Essayan (1878–1943), romancière, traductrice, professeure de littérature
- Vahan Tékéyan (1878–1945)
- Hagop Oshagan (1883–1948)
- Kégham Parseghian (1883–1915), enseignant, écrivain
- Daniel Varoujan (1884–1915), poète, revuiste, intellectuel
- Roupen Sévag (1885–1915), médecin, écrivain, intellectuel
- Vahan Térian (1885–1920)
- Misak Metsarents (1886–1908)
- Hrand Nazariantz (1886–1962)

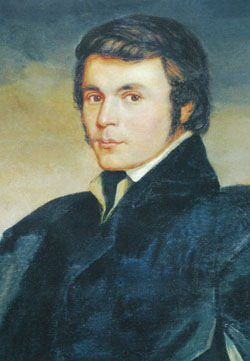
Khatchatour Abovian
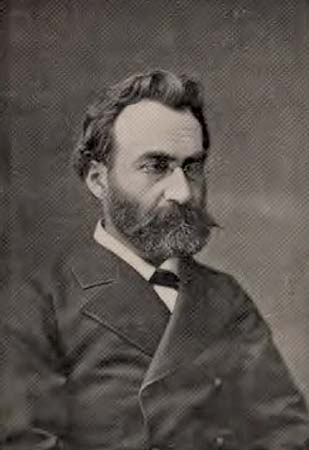
Raffi
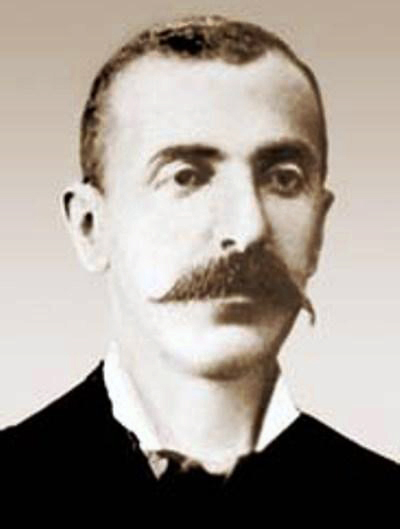
Hagop Baronian
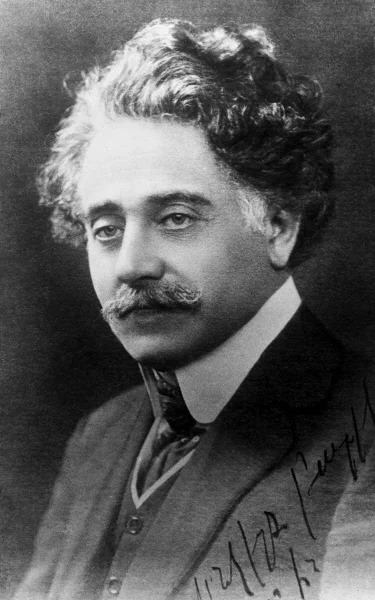
Alexander Shirvanzade
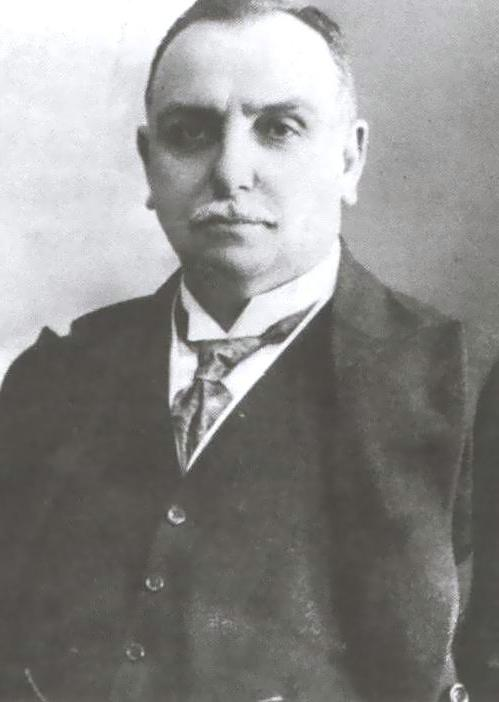
Krikor Zohrab
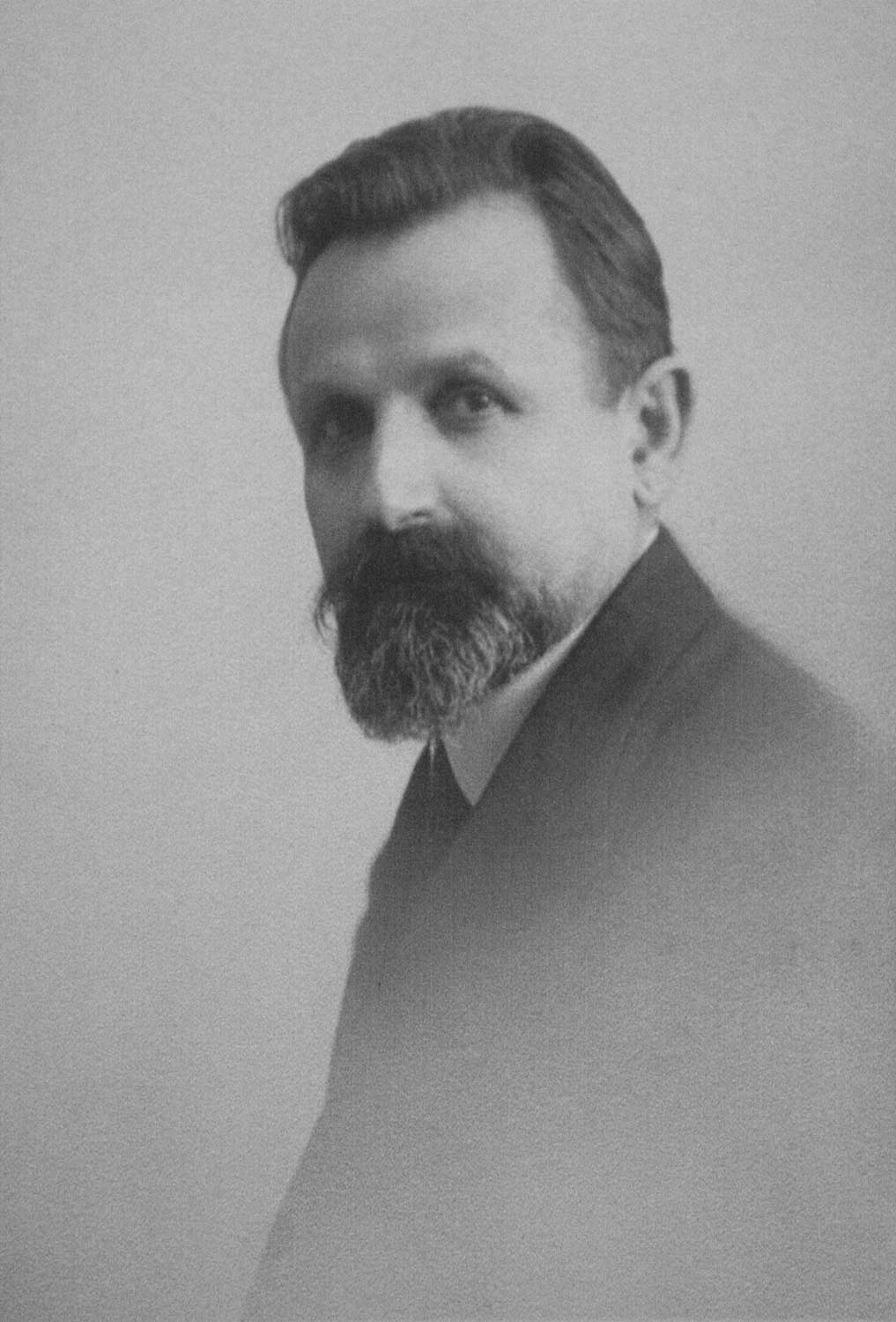
Avetis Aharonian
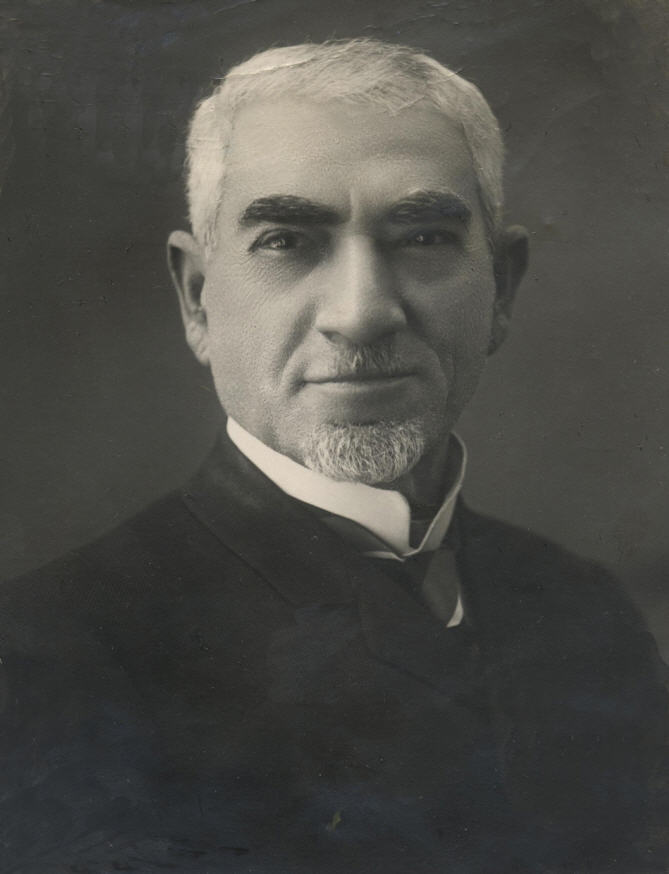
Nar-Dos
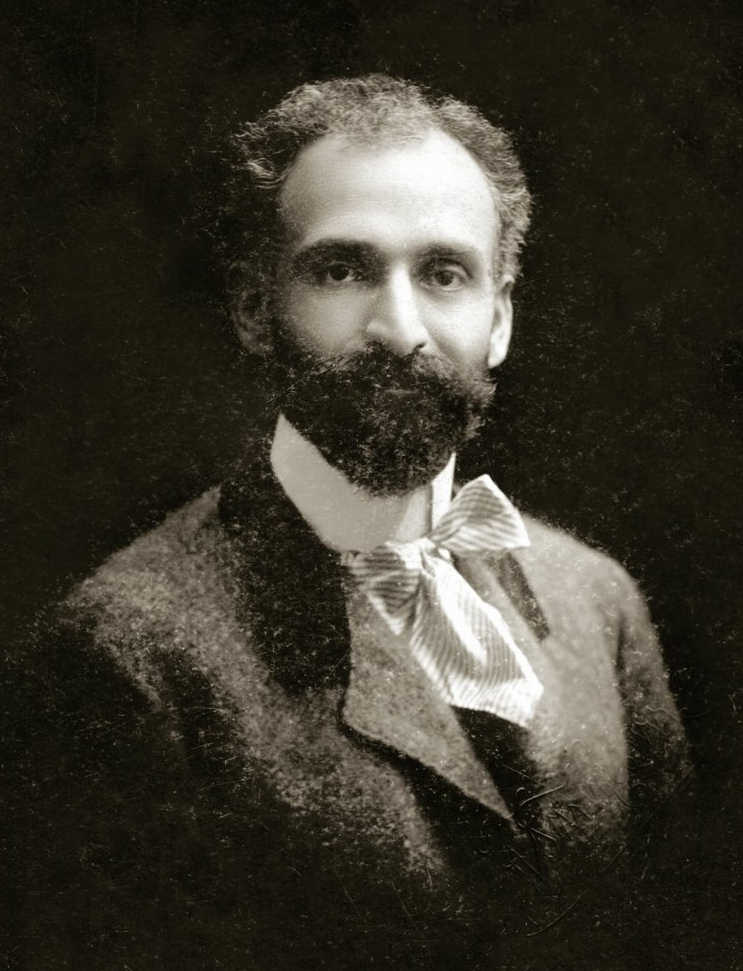
Hovhannès Toumanian
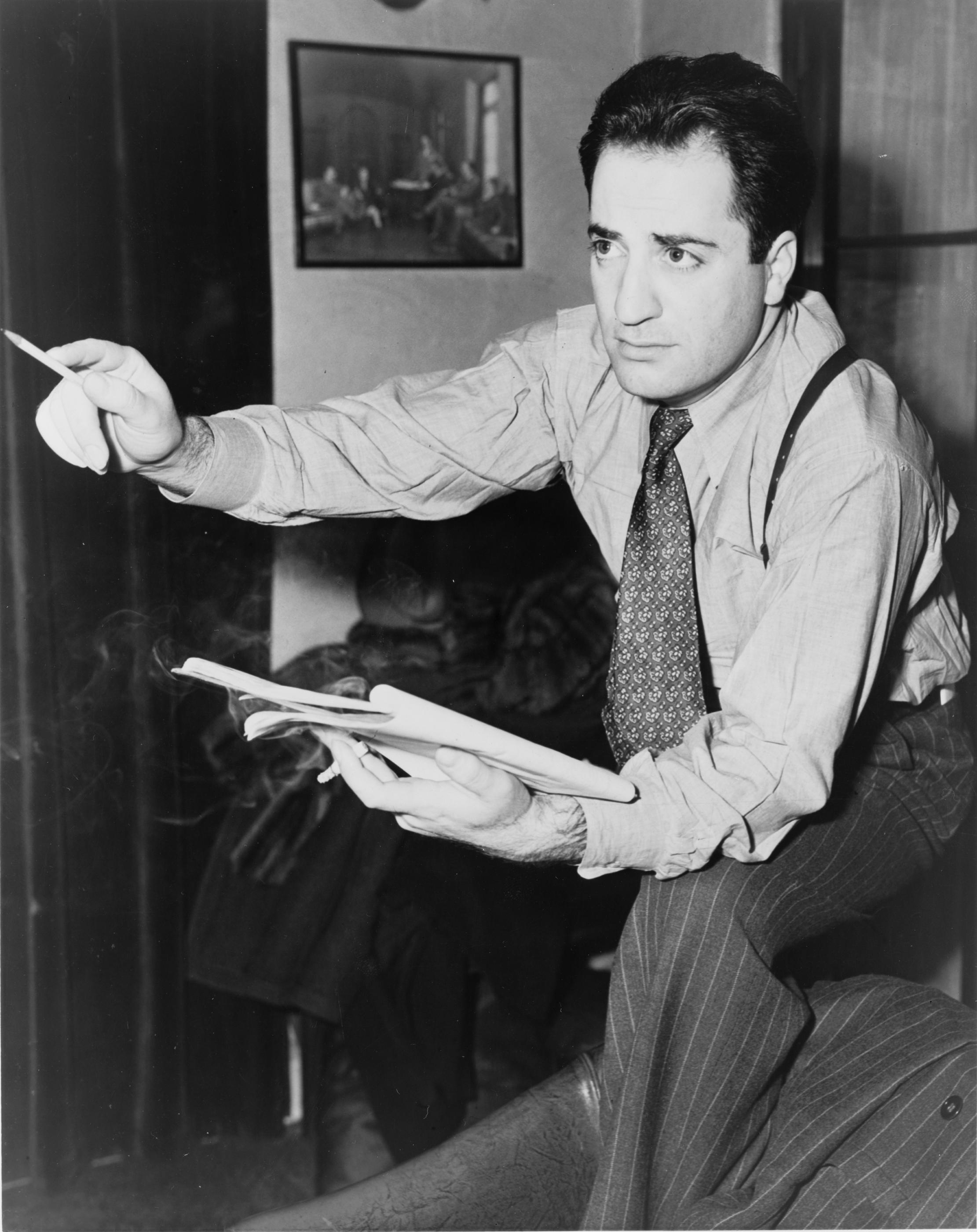
William Saroyan
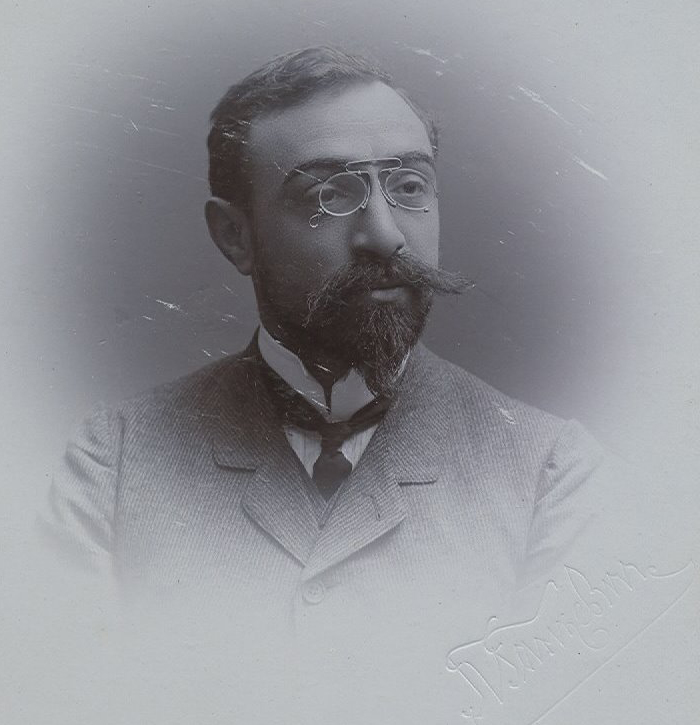
Levon Shant
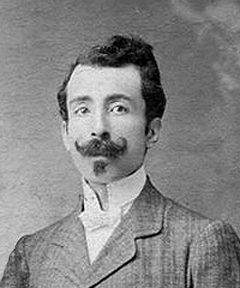
Roupen Zartarian
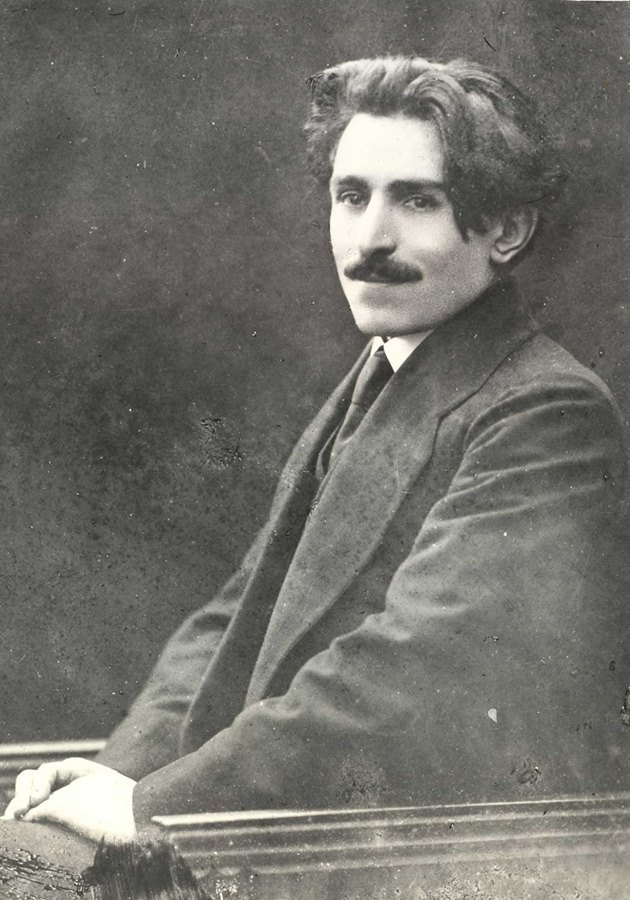
Vahan Térian
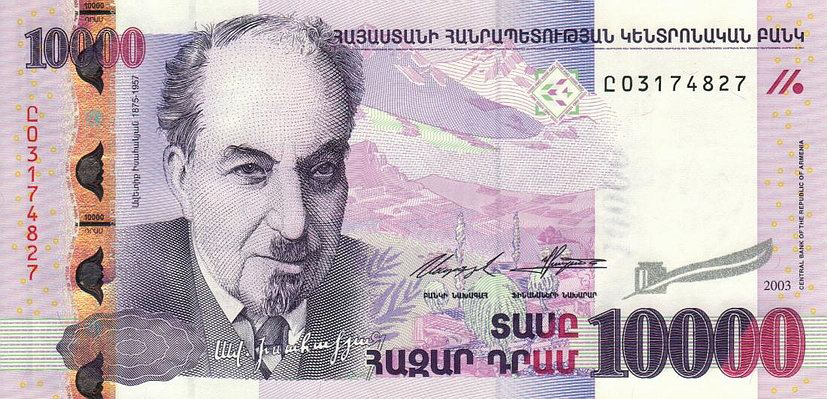
Avetik Issahakian
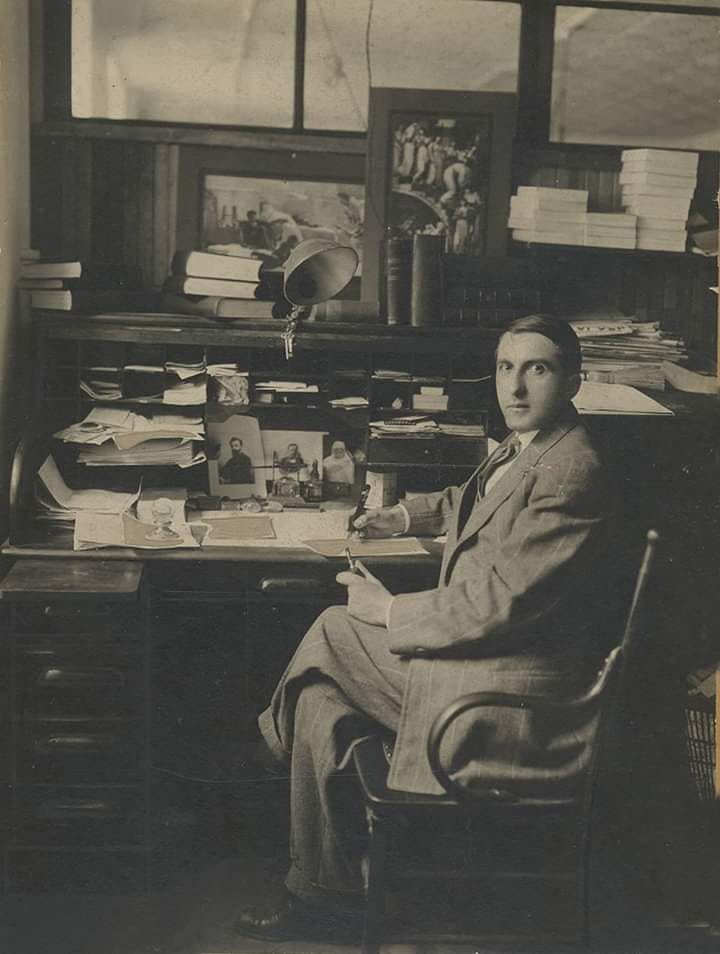
Siamanto

## XXesiècle
Pour l'Arménie occidentale, l'histoire des Arméniens dans l'Empire ottoman (1524-1923) se termine en cataclysme : Mouvement de libération nationale arménien (1862-1922), massacres hamidiens (1894-1897), génocide arménien (1915-1923). Hors Arménie, c'est aussi la Journée de commémoration du génocide arménien qui se déroule de manière catastrophique pour les élites arméniennes intellectuelles de Constantinople (et d'Arménie occidentale) : rafle des intellectuels arméniens du 24 avril 1915 à Constantinople.
L'Arménie orientale, autrefois Arménie perse (1502-1828), devient en 1828 Arménie russe (dans la vice-royauté du Caucase), avec guerre russo-turque de 1877-1878, russification et Campagne du Caucase (1914-1918), puis république démocratique d'Arménie (1918-1920) (avec les voisines éphémères : république fédérative démocratique de Transcaucasie, dictature de Caspienne centrale, avec la guerre arméno-turque (1920) et l'invasion de l'Arménie par l'Armée rouge (1920)), enfin la république socialiste soviétique d'Arménie (1920-1991). La longue présence russe, avec russification et soviétisation, influence fortement la société arménienne et la production artistique et littéraire arménienne, pour le meilleur parfois.
Parmi les écrivains les plus féconds, en langue arménienne principalement :
- Lévon Pachalian (1868-1943)
- Yervant Odian (1869-1926)
- Levon Shant (1869-1951)
- Zarouhi Kalemkarian (1871-1971)
- Archag Tchobanian (1872-1954)
- Teotig (1873-1928)
- Hayrapet Hayrapetyan (en) (1874–1962)
- Roupen Zartarian (1874-1915)
- Avetik Issahakian (1875–1957)
- Dérenik Demirdjian (1877–1956)
- Vahan Tékéyan (1878-1945)
- Zabel Essayan (1878-1943)
- Hagop Oshagan (1883-1948)
- Daniel Varoujan (1884-1915)
- Chavarche Missakian (1884-1957)
- Gostan Zarian (1885-1969)
- Garéguine Njdeh (1886-1955)
- Hrand Nazariantz (1886-1962)
- Vahram Tatoul (1887-1943)
- Vahan Totovents (1889–1937)
- Stepan Zorian (1867–1919)
- Armen Dorian (en) (1892–1915), pète, enseignant, éditeur
- Hamastegh (en) (1895-1966)
- Yéghiché Tcharents (1897-1937)
- Nichan Béchiktachlian (1898-1972)
- Aksel Bakounts (1899-1937)
- Nairi Zarian (1900–1969)
- Nigoghos Sarafian (1902-1972)
- Hmayak Siras (en) (1902–1983)
- Puzant Topalian (1902-1970)
- Zareh Vorpouni (1902-1980)
- Vahram Alazan (en) (1903–1966), poète, écrivain, activiste
- Vasken Chouchanian (1903-1941)
- Gurgen Mahari (en) (1903–1969), poète, romancier, autobiographe
- Armen Lubin (1903-1974)
- Vakhtang Ananian (en) (1905-1980)
- Louisa Aslanian (1906-1945)
- William Saroyan (1908-1981)
- Vahé-Vahian (1908-1998), poète, écrivain, éditeur, pédagogue orateur
- Kégham Atmadjian (1910-1940, A. Séma), poète, essayiste
- Khachik Dashtents (en) (1910–1974), poète, traducteur
- Marie Atmadjian (1913-1999)
- Antranig Dzarugian (en) (1913-1989), poète, éducateur, journaliste
- Sylva Kapoutikian (1914-2006)
- Hamo Sahyan (1914–1993)
- Gurgen Boryan (en) (1915–1971), poète, dramaturge
- Hovhannès Chiraz (1915-1984)
- Sero Khanzadyan (1916–1998)
- Anahit Sahinyan (en) (1917–2010), journaliste, éditrice, traductrice
- Georges Emin (1919-1998)
- Sylva Kapoutikian (1919-2006)
- Gevorg Abajian (en) (1920–2002), critique théâtral et littéraire
- Vahagn Davtian (1922-1996)
- Yervant Gobelyan (1923–2010)
- Parouir Sévak (1924-1971)
- Zahrad (1924-2007)
- Rober Haddeciyan (en) (1926-), dramaturge, rédacteur en chef
- Hakob Karapents (en) (1925–1994), nouvelliste, romancier
- Metakse (1926–2014)
- Zhora Harutyunyan (en) (1928–2002), dramaturge, metteur en scène
- Artashes Kalantarian (en) (1931–1991), journaliste, dramaturge
- Arpenik Charents (en) (1932–2008), écrivaine, critique littéraire
- Vardges Petrosyan (en) (1932–1994), romancier, dramaturge, essayiste
- Seda Vermisheva (en) (1932–2020), poétesse, économiste
- Bedros Hadjian (en) (1933-2012), journaliste, éducateur
- Zorayr Khalapyan (en) (1933–2008), romancier, dramaturge
- Zhirayr Ananyan (en) (1934–2004), dramaturge
- Zori Balayan (1935-)
- Hrant Matevossian (1935-2002), romancier[5]
- Ashot Sahratyan (en) (1936–2015), poète, traducteur, artiste
- Margaret Ajemian Ahnert (1938-)[6]
- Berdj Zeytountsian (en) (1938-2017)[7], L'homme le plus triste (1975)
- Ruben Hovsepyan (en) (1939–2016), romancier, traducteur, éditeur
- Razmik Davoyan (en) (1940-2022), poète
- Henrik Edoyan (en) (1940-)
- Hovik Vardoumian (1940-)
- Krikor Beledian (1945-)
- Artem Harutiunian (1945-)
- Lévon Ananyan (1946-2013)
- Alice Hovhannissian (1946-)
- Alvard Petrossyan (en) (1946-2022)
- Vano Siradeghian (1946-2021)
- Marie Rose Abousefian (en) (1950 ?), actrice
- Ruben Hakhverdyan (en) (1950-), poète, parolier, chanteur
- Gourguen Khandjian (1950-)
- Harout Sassounian (1950-)
- David Mouradian (1951-)
- Peter Balakian (1951-)
- Agapi Mkrtchian (1956-)
- Hratch Beglarian (1956-)
- Varujan Vosganian (1958-)
- Violette Krikorian (1962-)
- Chris Bohjalian (1962-)

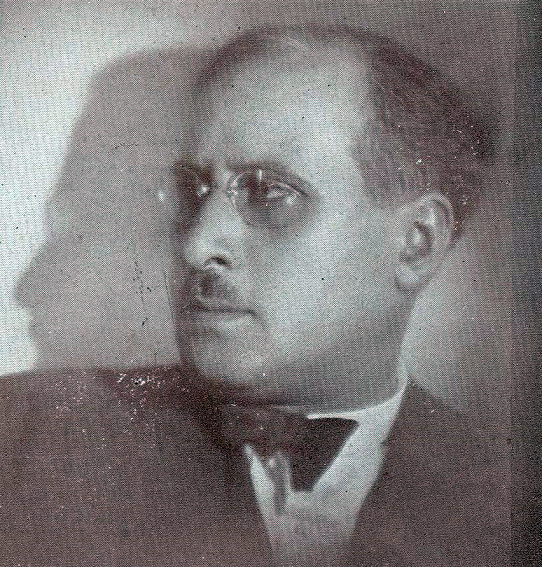
Vahram Tatoul
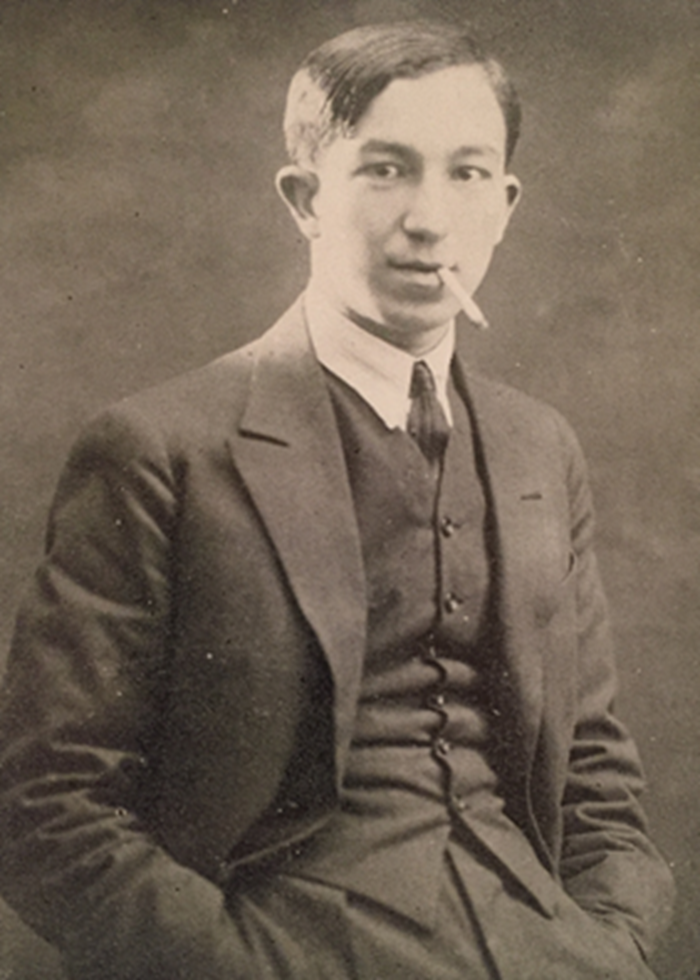
Armen Lubin
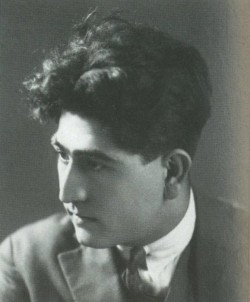
Nigoghos Sarafian
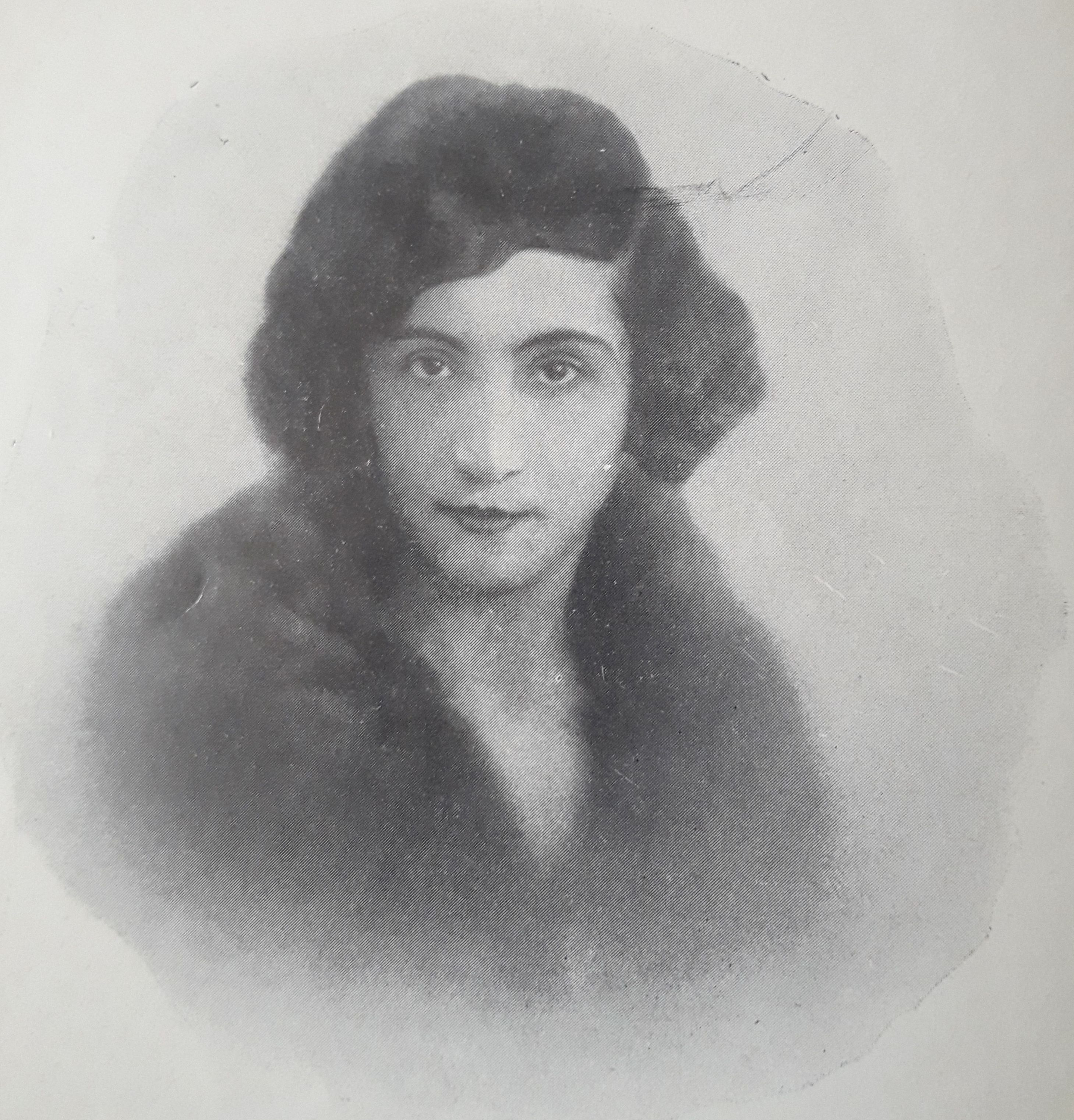
Louisa Aslanian
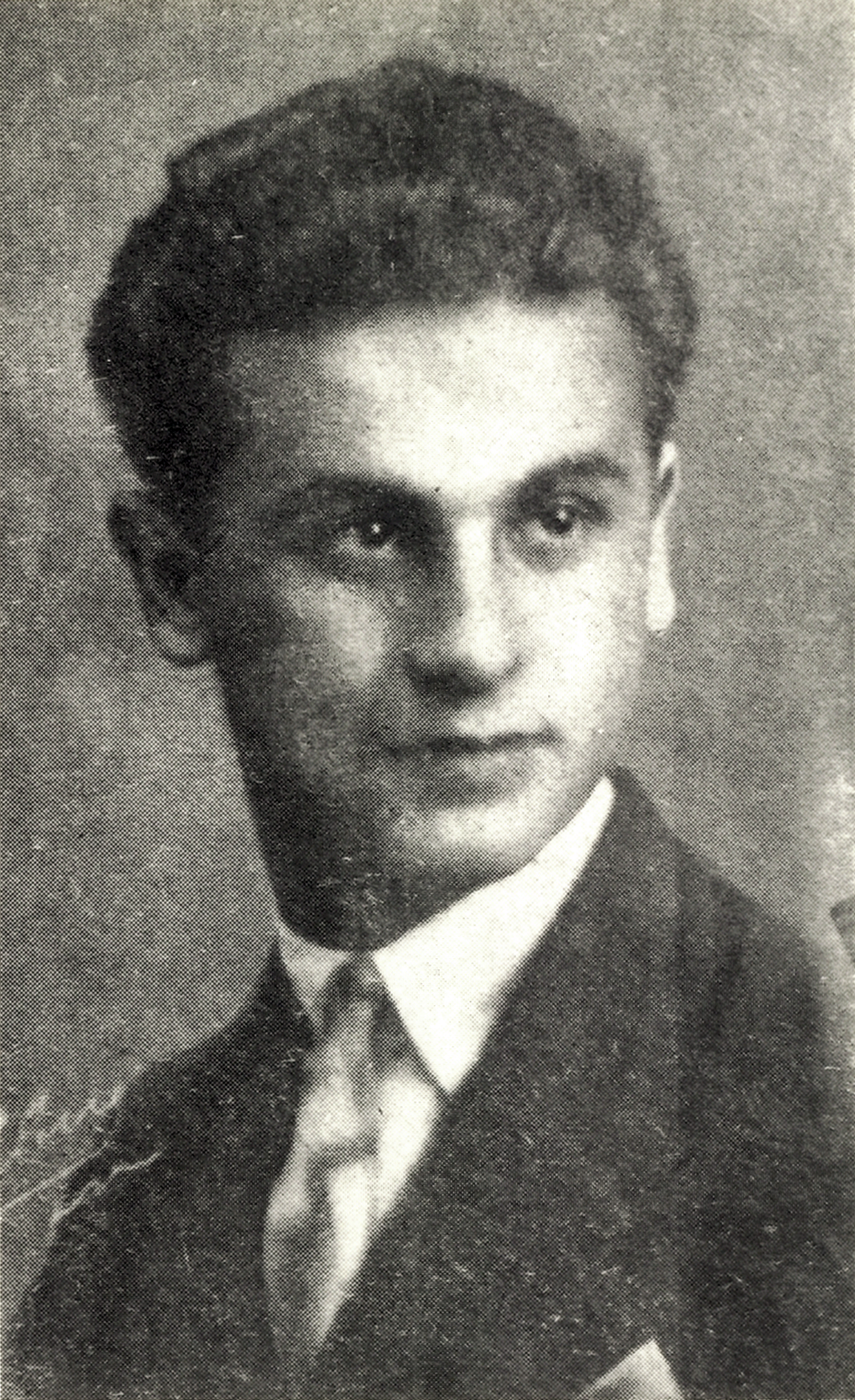
Kégham Atmadjian Séma
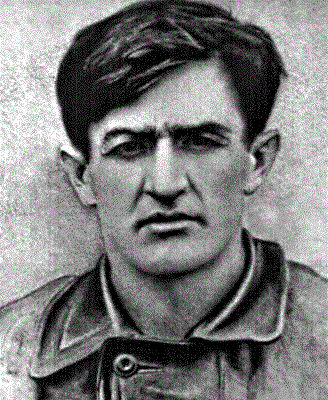
Aksel Bakounts
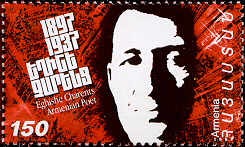
Yéghiché Tcharents
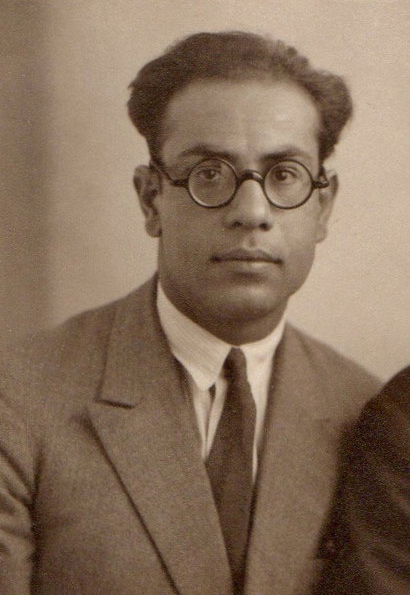
Puzant Topalian
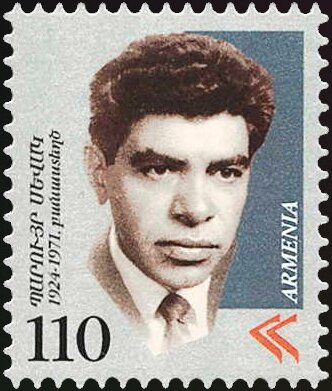
Parouir Sévak
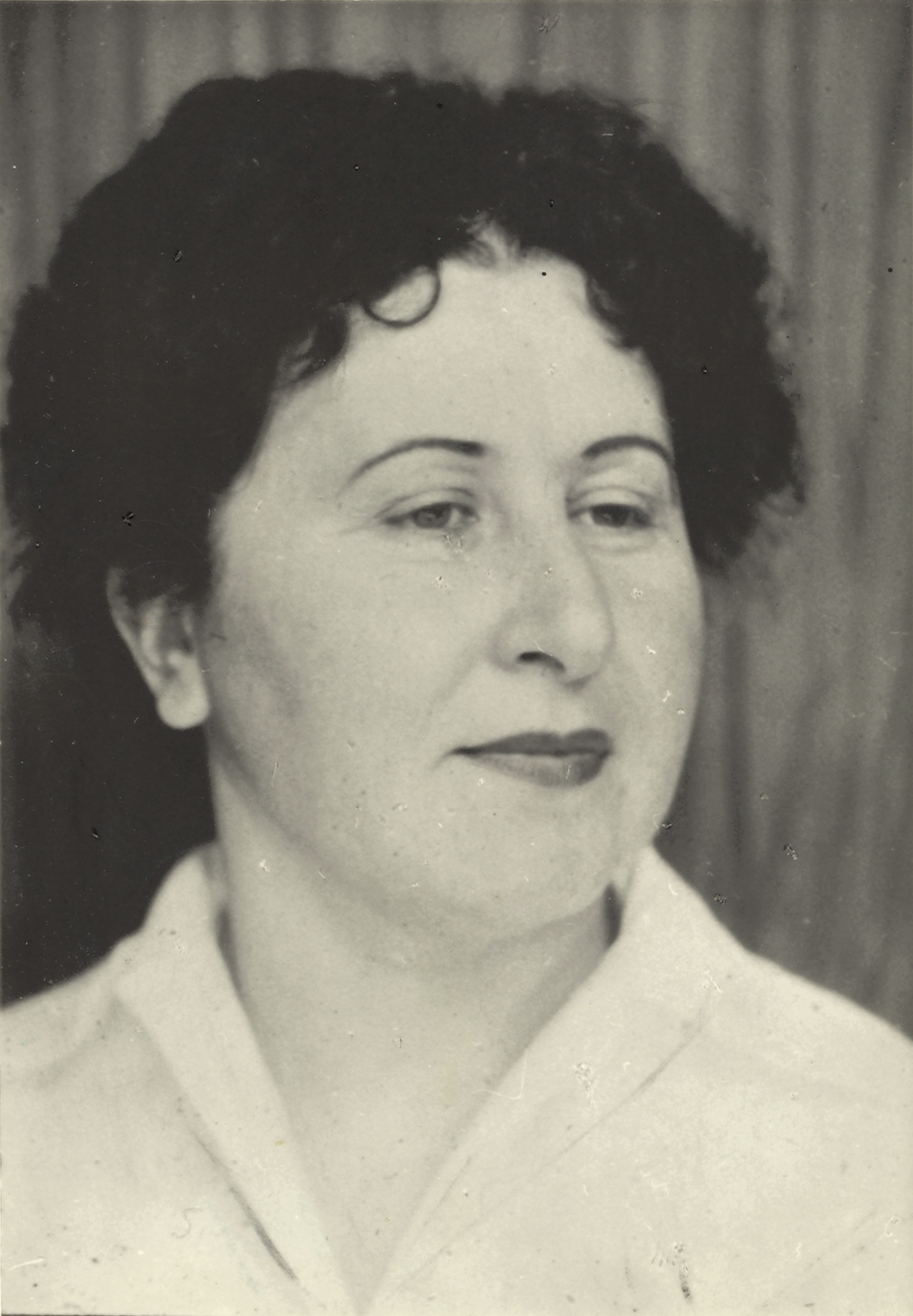
Marie Atmadjian
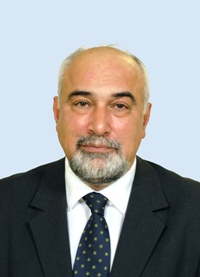
Varujan Vosganian
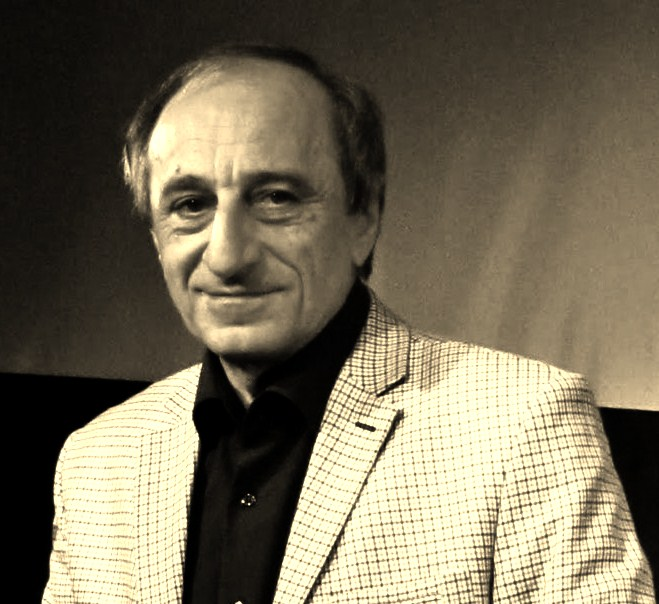
David Mouradian
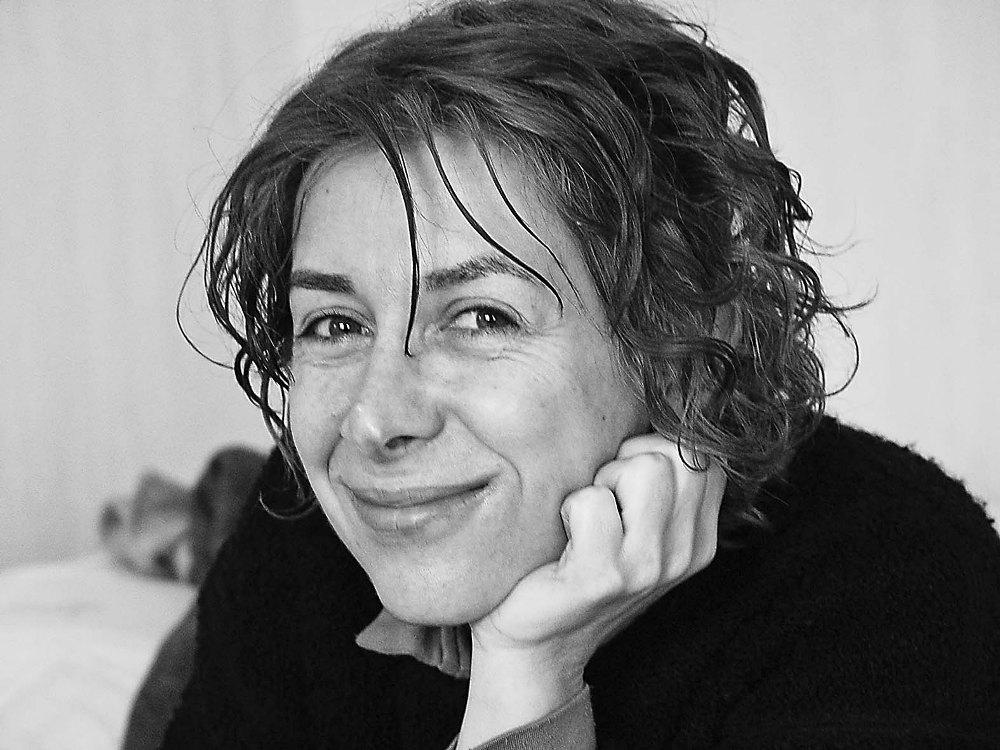
Violette Krikorian

## XXIesiècle(époque contemporaine)
Dans l'Arménie indépendante, une nouvelle génération d'écrivains prend actuellement son essor. Par manque de critique littéraire indépendante objective, à la suite des tensions existantes entre Union des écrivains d'Arménie post-soviétique et divers groupes littéraires indépendants, et il est ardu d'en dresser un tableau exhaustif.
Actuellement, la littérature arménienne — ou de la diaspora — est assez abondante et d'un style assez moderne (ainsi que la poésie).
Parmi les écrivains populaires sur des questions de dystopie sociale et la corruption politique, se distinguent Vahram Sahakian, et Vahe Avetian, qui vit en Suède depuis quinze ans en raison de sa persécution par les autorités arméniennes.[réf. nécessaire]
Un autre écrivain inclassable est l'écrivain américain Armen Melikian, brièvement revenu en 2002 en Arménie et à la langue arménienne : son Journey to Virginland, publié aux États-Unis en 2010, a remporté onze prix littéraires, et traite de questions fondamentales dont souffre la société arménienne, comme les relations de genre, l'orientation religieuse et la corruption politique.[réf. nécessaire]
Le Tigre en flammes, une étude sur les réactions de la communauté internationale et notamment de l'opinion publique américaine face au génocide arménien. Ce livre a valu à Peter Balakian en 2005 le prix Raphael Lemkin. En 2016, il reçoit le prix Pulitzer pour Ozone Journal.

## Quelques auteurs actifs et titres récents
- Berdj Zeytountsian (en) (1938-2017), L'homme le plus triste (1975, Éditions Haïastan, Erevan ; Éditions Parenthèses, Marseille, mars 2002, 138 pages  (ISBN 978-2-863-64-105-7))
- Artem Harutiunian (1945-)
- Krikor Beledian (1945-)
- Vano Siradeghian (1946-2021)
- Alvard Petrossyan (en) (1946-2022)
- Ruben Hakhverdyan (en) (1950-), poète, parolier, chanteur
- Marie Rose Abousefian (en) (1950 ?), actrice
- Peter Balakian (1951-), Le Tigre en flammes (2003)
- Sona Van (née en 1952), poétesse
- Armen Shekoyan (en) (1953-), poète, journaliste
- Varand (en) (1954-, Soukias Hacob Koorkchian), poète, dramaturge, traducteur
- Levon Khechoyan (1955-2014)
- Varujan Vosganian (1958-)
- Vahram Martirosyan (en) (1959-), scénariste, journaliste
- Mariné Petrossian (1960-), essayiste, journaliste
- Sipan Chiraz (1967-1997)
- Vahram Sahakian (en) (1968-), dramaturge, cinéaste, acteur
- Anush Aslibekyan (en) (1981-)
- Aram Pachyan (en) (1983-), journaliste, nouvelliste, romancier
- Tatev Chakhian (en) (1992-)

## Presse

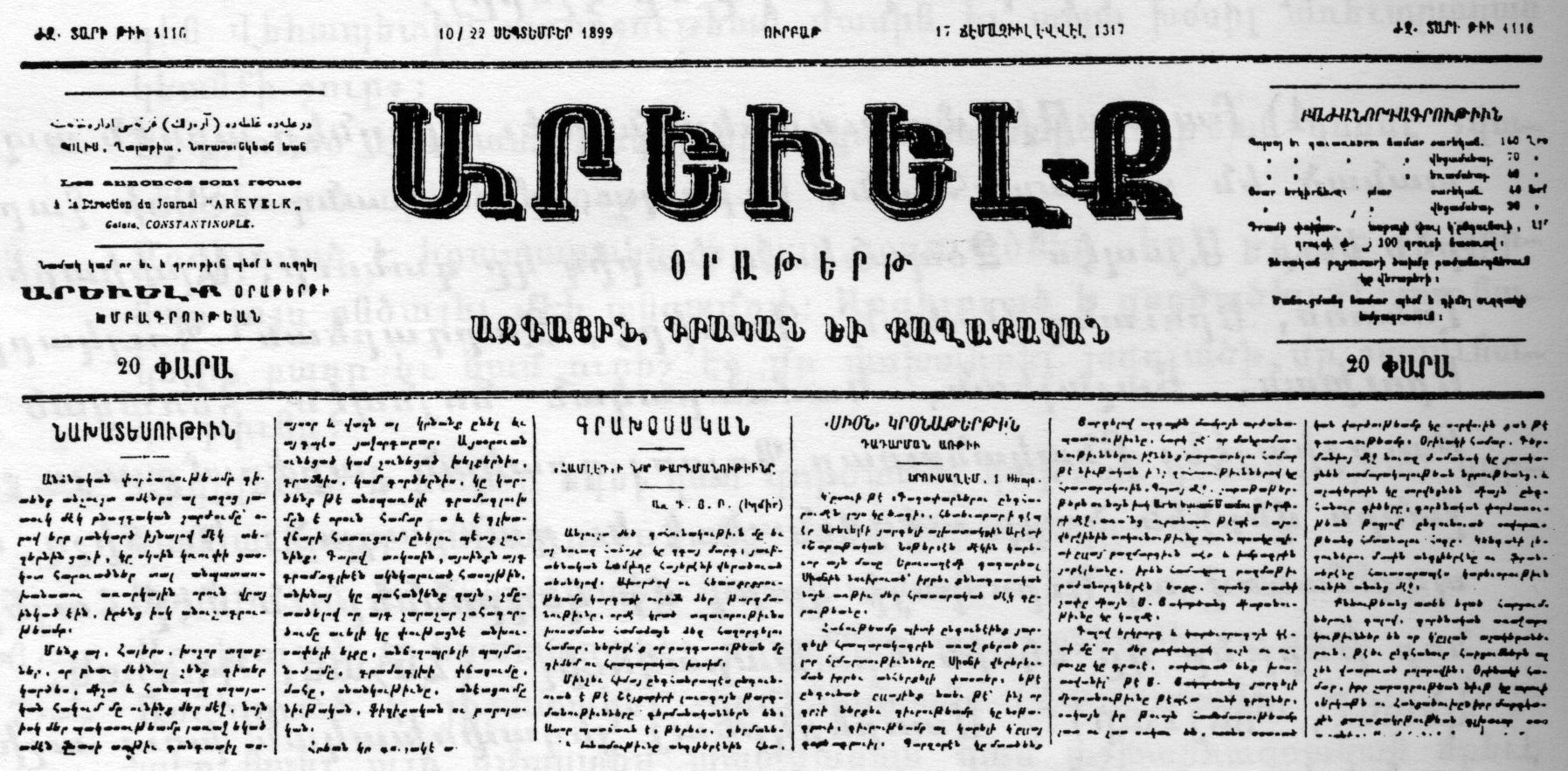
La Une du journal arménien Arevelk.

Des écrivains tels que Arpiar Arpiarian, Melkon Gurdjian, Lévon Pachalian, Krikor Zohrab collaborèrent à la rédaction de quotidiens en langue arménienne, notamment dans les journaux populaires tels que Arevelk (« Orient ») qui fut fondé en 1884 ou Hayrenik (« La Patrie »).
En dépit de ces participations, les écrivains arméniens, tout comme les journalistes de cette époque, n'étaient pas autorisés à utiliser des mots tels que « Arménie », « nation », « patrie », « liberté » ou « progrès » dans la rédaction de leurs articles[réf. nécessaire].
- Voir Média en Arménie
- Voir Presse arménienne de France

### Anthologies
- (en) Agop Jack Hacikyan, Gabriel Basmajian, Edward S. Franchuk et Nourhan Ouzounian, The Heritage of Armenian Literature, vol. 1 : From the Oral Tradition to the Golden Age, Wayne State University Press, 1999, 392 p. (ISBN 978-0-8143-2815-6, lire en ligne)
- (en) Agop Jack Hacikyan, Gabriel Basmajian, Edward S. Franchuk et Nourhan Ouzounian, The Heritage of Armenian Literature, vol. 2 : From the Sixth to the Eighteenth Century, Wayne State University Press, 2002, 1108 p. (ISBN 978-0-8143-3023-4, lire en ligne)
- (en) Agop Jack Hacikyan, Gabriel Basmajian, Edward S. Franchuk et Nourhan Ouzounian, The Heritage of Armenian Literature, vol. 3 : From The Eighteenth Century To Modern Times, Wayne State University Press, 2005, 1104 p. (ISBN 978-0-8143-3221-4, lire en ligne)
- Anthologie de la poésie arménienne, sous sa direction de Rouben Mélik, aux Éditeurs Français Réunis, 1973 (traductions)
- La Poésie arménienne du Ve siècle à nos jours, trad. Vahé Godel, La Différence, 1990 (adaptations)